# Rhyacophila glareosa
Rhyacophila glareosa – gatunek chruścika (Trichoptera) z rodziny Rhyacophilidae. Krenofil. Larwy żyją w górskich potokach (rhitral). Larwy są drapieżne, zjadają drobne organizmy wodne, nie budują przenośnych domków ani sieci łownych. Dopiero ostatnie stadium larwalne buduje domek poczwarkowy z małych kamyczków.